# Chrysometata palaearctica
Chrysometata
Genre
Espèce
Chrysometata palaearctica, unique représentant du genre Chrysometata, est une espèce fossile d'araignées aranéomorphes de la famille des Araneidae.

## Distribution
Cette espèce a été découverte dans de l'ambre de la mer Baltique. Elle date du Paléogène.

## Publication originale
- (en) Wunderlich, 2004 : The fossil spiders (Araneae) of the families Tetragnathidae and Zygiellidae n. stat. in Baltic and Dominican amber, with notes on higher extant and fossil taxa. Beiträge zur Araneologie, vol. 3, p. 899–955.